# Sunshine Tour 2000/01
De Sunshine Tour 2000/01 was het eerste seizoen van de Sunshine Tour. Het omvatte een serie van golftoernooien voor golfprofessionals, dat grotendeels plaatsvond in Zuid-Afrika. De jaren voorheen werd dit golftour georganiseerd onder de naam Southern Africa Tour.
Naast Zuid-Afrika, vond er ook golftoernooien plaats in andere Afrikaanse landen zoals Swaziland en Zambia.
De "Order of Merit" van dit seizoen werd gewonnen door de Zimbabwaan Mark McNulty.

## Kalender
| Data  | Data  | Toernooi                           | Baan                          | Plaats        | Winnaar                     | Score | Score | Nota           |
| 2000  | 2000  | 2000                               | 2000                          | 2000          | 2000                        | 2000  | 2000  | 2000           |
| ----- | ----- | ---------------------------------- | ----------------------------- | ------------- | --------------------------- | ----- | ----- | -------------- |
| 16-03 | 18-03 | Cock of the North                  | Ndola Golf Club               | Ndola         | Titch Moore                 | 217   | –2    |                |
| 23-03 | 26-03 | Stanbic Zambia Open                | Lusaka Golf Club              | Lusaka        | James Loughnane             | 274   | –18   |                |
| 30-03 | 01-04 | Botswana Open                      | Gaborone Golf Club            | Gaborone      | Richard Kaplan              | 203   | –10   |                |
| 12-04 | 14-04 | Lombard Tyres Classic              | Krugersdorp Golf Club         | Krugersdorp   | Brett Liddle                | 207   | –9    |                |
| 05-05 | 07-05 | Vodacom Series: Gauteng            | Silver Lakes Country Club     | Pretoria      | Nico van Rensburg           | 200   | –16   |                |
| 11-05 | 13-05 | Pietersburg Classic                | Pietersburg Golf Club         | Pietersburg   | Marc Cayeux                 | 202   | –14   |                |
| 26-05 | 28-05 | Vodacom Series: Eastern Cape       | East London Golf Club         | Oost-Londen   | Ryan Reid                   | 208   | –11   |                |
| 1509  | 17-09 | Emfuleni Classic                   | Emfuleni Country Club         | Emfuleni      | Des Terblanche              | 203   | –13   |                |
| 29-09 | 01-10 | Bearing Man Highveld Classic       | Witbank Golf Club             | Witbank       | Sean Pappas                 | 200   | –16   |                |
| 13-10 | 15-10 | Observatory Classic                | Observatory Golf Club         | Johannesburg  | Roger Wessels               | 196   | –20   |                |
| 27-10 | 29-10 | Western Cape Classic               | Rondebosch Golf Club          | Kaapstad      | Jean Hugo                   | 207   | –9    |                |
| 10-11 | 12-11 | Platinum Classic                   | Mooinooi Golf Club            | Mooinooi      | Desvonde Botes              | 202   | –14   |                |
| 16-11 | 19-11 | Riviera Resort Classic             | Riviera on Vaal Country Club  | Vereeniging   | Ulrich van den Berg         | 130   | –101  |                |
| 23-11 | 26-11 | Cabs Old Mutual Zimbabwe Open      | Royal Harare Golf Club        | Harare        | Mark McNulty                | 269   | –19   |                |
| 25-11 | 26-11 | Nelson Mandela Invitational        | Pecanwood Golf & Country Club | Hartbeespoort | Retief Goosen Allan Henning | 143   | –1    | Nieuw toernooi |
| 07-12 | 10-12 | Vodacom Players Championship       | Royal Cape Golf Club          | Kaapstad      | Trevor Immelman             | 279   | –9    |                |
| 2001  |       |                                    |                               |               |                             |       |       |                |
| 11-01 | 14-01 | Nashua Masters                     | Wild Coast Sun Country Club   | Port Alfred   | Mark McNulty                | 274   | –6    |                |
| 18-01 | 21-01 | Alfred Dunhill Kampioenschap       | Houghton Golf Club            | Houghton      | Adam Scott                  | 267   | –21   | [ 2 ]          |
| 25-01 | 28-01 | Mercedes Benz SA Open Championship | East London Golf Club         | Oost-Londen   | Mark McNulty                | 280   | –8    | [ 2 ]          |
| 01-02 | 04-02 | Dimension Data Pro-Am              | Gary Player Country Club      | Sun City      | Darren Clarke               | 274   | –14   |                |
| 08-02 | 11-02 | South African PGA Championship     | Woodhill Country Club         | Pretoria      | Deane Pappas                | 269   | –19   |                |
| 15-02 | 18-02 | Royal Swazi Sun Open               | Royal Swazi Spa Country Club  | Mbabane       | Bradford Vaughan            | 263   | –25   |                |
| 22-02 | 25-02 | The Tour Championship              | Leopard Creek Golf Club       | Malelane      | Darren Fichardt             | 270   | –14   | Nieuw toernooi |

1 Vanwege het slechte weer, werd het Riviera Resort Classic afgewerkt in twee ronden.